# Айрис
„Айрис“ (на румънски: Iris) е румънска рок и метъл група, основана през 1977 г. в Букурещ.
Първият състав включва: Нуцу Олтеану (китара, вокал), Емил Лечинцеану (бас китара) и Нелу Думитреску (барабани). Бандата претърпява множество промени във формулата, като най-представителната е тази, която има в състава си двойката китаристи Нуцу Олтеану – Адриан Илие и с Кристи Минкулеску като вокален солист. В средата на 80-те години, след като няколко дисиденти избухват (Voltaj – 1982, Incognito – 1984), се случва най-грандиозният „трансфер“ в историята на местния рок, с преминаването на Нуцу Олтеану, Марти Попеску и Дан Битман в Holograph.
В периода 1989 – 1994 г. съставът на групата включва, с малки вариации, Йон „Нелу“ Думитреску (барабани), Кристиан Минкулеску (вокали), Дору „Боро“ Боробейка (бас китара), Валтер Попа (китара) и Дан Алекс Сърбу (китара).
Формулата на групата в началото на XXI век включва Валтер Попа (китара), Йон „Нелу“ Думитреску (барабани), Дору „Боро“ Боробейка (бас китара), Кристиан Минкулеску (вокали). Релу Марин (клавишни) се появява като постоянен гост.
Започвайки от 3 септември 2012 г., Кристиан Минкулеску напуска групата след 32 години, като Тони Шейкареску (бивш член на Direction 5) е привлечен на негово място. От юни 2013 г. новият солист на групата е Рафаел, победителят на Европейския музикален фестивал – Малта – Валета (2000 г.), на фестивала „Калатис“ (Мангалия 2000) и на Фестивала на интерпретацията и сътворението от Мамая (2000 г.). През 2015 г. Рафаел обявява напускането си и Кристиан Минкулеску се завръща в групата. През 2017 Кристи Минкулеску, Валтер Попа и Дору Боробейка напускат групата. През 2020 г. Кристи Минкулеску, Валтер Попа и Дору Боробейка получават в съда правото да използват и името „Ирис“.

## История
Историята на група „Айрис“ обхваща период от над три десетилетия, през който групата преминава през различни трансформации (напускане и идване на други членове), различни исторически периоди, но без да се отказва от своите принципи, от своите мечти и надежди за свобода, не разочароващи никога феновете.
В края на 1975 г. и началото на 1976 г. Емил Лечинцеану (бас китара), Нелу Думитреску (барабани) и Нуцу Олтеану (соло китара) решават да създадат рок група. Избраното име е „Айрис“. Следва период на интензивни репетиции и първи концерт през февруари 1977 г. в клуб 7.
Следва големият концерт от лятото на 1977 г. в Sala Polivalentă в Букурещ, където пеят: Sfinx, Roșu și Negru, Catena, Progresiv TM, FFN (Formația fără nume). Групата от „Айрис“ също свири на този концерт, макар и да не фигурира на плаката. 10 000-те зрители обаче са възхитени от прогреса им, въпреки че не се радват на успеха на състезателите от „Холограф“.

## Дискография

### Студийни албуми
- Iris I (LP, Electrecord, 1984)
- Iris II (LP/MC, Electrecord, 1987)
- Iris III – Nu te opri! (Iris III – Don't Stop!) (LP/MC, Electrecord, 1988)
- Iris IV (LP/MC, Electrecord, 1990)
- Iris 1993 (LP/MC, Electrecord, 1993)
- Lună plină (Full Moon) (CD/MC, Zone Records, 1996)
- Mirage (CD/MC, Zone Records, 1998)
- Iris 2000 (CD/MC, Zone Records, 1999)
- Mătase albă (White Silk) (CD/MC, Zone Records, 2002) (трек Doamna În Negru, Мик Бокс, Бърни Шоу)
- I.R.I.S. 4Motion (4xCD/4xMC, Zone Records, 2003)
- Iris Maxima (CD/MC, Zone Records, 2005)
- Cei ce vor fi – Vol. I (Those Who Will Be – Vol. I) (CD/MC, Roton, 2007)
- Cei ce vor fi – Vol. II (Those Who Will Be – Vol. II) (CD/MC, Roton, 2007)
- 12 porți (12 Gates) (CD/MC, Roton, 2010)
- O lume doar a lor – 35 de ani (A World Only for Themselves – 35 Years) (CD, Cat Music, 2012)
- Lumea toată e un circ (All the World Is a Circus) (CD/2xLP, MediaPro Music & Universal Music România, 2018)
- Zodiac (CD/LP, MediaPro Music & Universal Music România, 2022)

### Макси сингли
- Casino (CD/MC, Zone Records, 1999)
- De vei pleca... (If You Went Away...) (CD/MC, Zone Records, 2000) (featuring Felicia Filip)
- Da, da, eu ştiu! (Oh, Yes, I Know!) (CD/MC, Zone Records, 2002)

### Албуми на живо
- Iris 20 de ani (Iris 20 Years) (CD/MC, Zone Records, 1997)
- Iris Athenaeum – Vol. I (CD/MC, Zone Records, 2000)
- Iris Athenaeum – Vol. II (CD/MC, Zone Records, 2000)

### Компилации
- The Best of Iris (CD, Electrecord, 1993)
- Muzică de colecție, Vol. 22 – Iris (Collection Music, Vol. 22 – Iris) (CD, Roton, 2007, with Jurnalul Național newspaper)
- Legenda merge mai departe (The Legend Goes On) (CD, Roton, 2009, with Adevărul newspaper)

### Бокс сет
- Integrala Iris (21xCD, Roton, 2009) (1984 – 2007 discography reissue)

### Трибутни албуми
- Trooper: Gloria – Tribut pentru Iris (The Glory – Tribute to Iris) (CD, self-released, 2006)

## Видеография
- Iris Digital Athenaeum (DVD/VHS, Zone Records, 2001) (reissued in 2010)
- Iris Aeterna – Dăruind vei dobândi (Iris Aeterna – Giving You Will Acquire) (DVD, Roton, 2010)

## Книги
- Miron Ghiu Caia: Iris: spectacolul abia începe (Iris: The Show Is Just Beginning) (Humanitas, Muzzak Collection, 2003)